# Sportclub Preußen 06 Münster 1963-1964
Questa voce raccoglie le informazioni riguardanti lo Sportclub Preußen 06 Münster nelle competizioni ufficiali della stagione 1963-1964.

## Stagione
Nella stagione 1963-1964 il Preussen Münster, allenato da Richard Schneider, concluse il campionato di Bundesliga al 15º posto. In Coppa di Germania il Preussen Münster fu eliminato al primo turno dal Karlsruhe.

## Rosa
| N. |                     | Ruolo | Calciatore         |
| -- | ------------------- | ----- | ------------------ |
|    | Germania (bandiera) | P     | Herbert Eiteljörge |
|    | Germania (bandiera) | P     | Dieter Feller      |
|    | Germania (bandiera) | P     | Herbert Prott      |
|    | Germania (bandiera) | D     | Klaus Bockisch     |
|    | Germania (bandiera) | D     | Heribert Kania     |
|    | Germania (bandiera) | D     | Werner Lungwitz    |
|    | Germania (bandiera) | D     | Helmut Menzel      |
|    | Germania (bandiera) | D     | Helmut Tybussek    |
|    | Germania (bandiera) | D     | Heinz-Rüdiger Voß  |
|    | Germania (bandiera) | C     | Karl-Heinz Bente   |

| N. |                     | Ruolo | Calciatore           |
| -- | ------------------- | ----- | -------------------- |
|    | Germania (bandiera) | C     | Falk Dörr            |
|    | Germania (bandiera) | C     | Dagmar Drewes        |
|    | Germania (bandiera) | C     | Rudolf Schulz        |
|    | Germania (bandiera) | A     | Walter Bensmann      |
|    | Germania (bandiera) | A     | Winfried Geerken     |
|    | Germania (bandiera) | A     | Karl-Heinz Kiß       |
|    | Germania (bandiera) | A     | Hermann Lulka        |
|    | Germania (bandiera) | A     | Bernhard Pohlschmidt |
|    | Germania (bandiera) | A     | Manfred Pohlschmidt  |
|    | Germania (bandiera) | A     | Manfred Rummel       |

## Organigramma societario
Area tecnica
- Allenatore: Richard Schneider
- Allenatore in seconda:
- Preparatore dei portieri:
- Preparatori atletici:

## Calciomercato

### Sessione estiva
| Acquisti | Acquisti         | Acquisti           | Acquisti |
| R.       | Nome             | da                 | Modalità |
| -------- | ---------------- | ------------------ | -------- |
| C        | Karl-Heinz Bente | Freiburger         |          |
| A        | Karl-Heinz Kiß   | Amicitia Viernheim |          |
| A        | Manfred Rummel   | Schwarz-Weiß Essen |          |

| Cessioni | Cessioni        | Cessioni       | Cessioni |
| R.       | Nome            | a              | Modalità |
| -------- | --------------- | -------------- | -------- |
| A        | Harald Beyer    | Hertha Berlino |          |
| A        | Eberhard Herbst | Hannover 96    |          |
| D        | Hans Hülsmann   | Homberg        |          |
| C        | Theo Husmann    | Duisburger SpV |          |
| A        | Gerhard Krogh   | Itzehoer SV 09 |          |

## Risultati

### Bundesliga

#### Girone di andata
| Arbitro: | Tschenscher |

|          |           |            |
| Dörr 70’ | Marcatori | 86’ Dörfel |

| Arbitro: | Sparing |

|          |           |  |
| Moll 15’ | Marcatori |  |

| Arbitro: | Niemeyer |

|                                  |           |                       |
| Lulka 17’, 30’, 52’ Tybussek 72’ | Marcatori | 85’ Rahn 89’ Versteeg |

| Arbitro: | Schulenburg |

|                              |           |                      |
| Reisch 2’ (rig.) Morlock 54’ | Marcatori | 32’ Lulka 37’ Rummel |

| Arbitro: | Treichel |

|                                     |           |                       |
| Lulka 16’ Kiß 57’, 68’ Lungwitz 60’ | Marcatori | 6’ Sieloff 14’ Geiger |

| Kaiserslautern 5 ottobre 1963, ore 15:30 CET 6ª giornata | Kaiserslautern | 0 – 0 referto | Preußen Münster | Betzenbergstadion (15 000 spett.)\| Arbitro: \| Seekamp \| |
| Arbitro:                                                 | Seekamp        |               |                 |                                                            |

| Arbitro: | Schmidt |

|                 |           |                         |
| Pohlschmidt 42’ | Marcatori | 65’ Brungs 82’ Emmerich |

| Arbitro: | Weyland |

|                                          |           |  |
| Drewes 22’ (aut.) Overath 80’ Müller 90’ | Marcatori |  |

| Münster 26 ottobre 1963, ore 15:30 CET 9ª giornata | Preußen Münster | 0 – 0 referto | Monaco 1860 | Preußenstadion (25 000 spett.)\| Arbitro: \| Fritz \| |
| Arbitro:                                           | Fritz           |               |             |                                                       |

| Arbitro: | Ott |

|                                                       |           |                 |
| Kentschke 8’ Marx 9’ Stark 41’ Witlatschil 44’ (rig.) | Marcatori | 12’, 56’ Rummel |

| Arbitro: | Riegg |

|              |           |            |
| Krafczyk 38’ | Marcatori | 18’ Rummel |

| Arbitro: | Schulenburg |

|                   |           |                             |
| Kiß 29’ Lulka 59’ | Marcatori | 58’ Matischak 67’ Koslowski |

| Arbitro: | Deuschel |

|                                       |           |  |
| Solz 73’ Bockisch 80’ (aut.) Horn 83’ | Marcatori |  |

| Arbitro: | Kreitlein |

|            |           |                                    |
| Rummel 67’ | Marcatori | 23’ Ferner 28’ Meyer 90’ Zebrowski |

| Arbitro: | Zimmermann |

|                   |           |  |
| Steinert 35’, 88’ | Marcatori |  |

#### Girone di ritorno
| Arbitro: | Regely |

|                                                   |           |  |
| Seeler 24’, 71’, 84’ Piechowiak 36’ Giesemann 46’ | Marcatori |  |

| Arbitro: | Tschenscher |

|  |           |                     |
|  | Marcatori | 83’ Hosung 87’ Dulz |

| Duisburg 25 gennaio 1964, ore 14:30 CET 18ª giornata | Meidericher | 0 – 0 referto | Preußen Münster | Wedaustadion (15 000 spett.)\| Arbitro: \| Kreitlein \| |
| Arbitro:                                             | Kreitlein   |               |                 |                                                         |

| Arbitro: | Sturm |

|  |           |          |
|  | Marcatori | 46’ Wild |

| Arbitro: | Fritz |

|  |           |                                         |
|  | Marcatori | 17’ Pohlschmidt 78’ Rummel 86’ Lungwitz |

| Arbitro: | Zimmermann |

|                     |           |  |
| Bockisch 47’ (rig.) | Marcatori |  |

| Dortmund 29 febbraio 1964, ore 15:30 CET 22ª giornata | Borussia Dortmund | 0 – 0 referto | Preußen Münster | Stadio Rote Erde (26 000 spett.)\| Arbitro: \| Sparing \| |
| Arbitro:                                              | Sparing           |               |                 |                                                           |

| Arbitro: | Schulenburg |

|  |           |                  |
|  | Marcatori | 29’, 36’ Thielen |

| Arbitro: | Deuschel |

|                                        |           |                 |
| Luttrop 51’ Brunnenmeier 60’ Kraus 80’ | Marcatori | 35’ Pohlschmidt |

| Münster 21 marzo 1964, ore 16:30 CET 25ª giornata | Preußen Münster | 0 – 0 referto | Karlsruhe | Preußenstadion (18 000 spett.)\| Arbitro: \| Lutz \| |
| Arbitro:                                          | Lutz            |               |           |                                                      |

| Arbitro: | Kreitlein |

|                         |           |              |
| Bockisch 33’ Rummel 46’ | Marcatori | 25’ Krafczyk |

| Arbitro: | Jacobi |

|              |           |                      |
| Gerhardt 52’ | Marcatori | 30’ Lulka 62’ Rummel |

| Arbitro: | Ott |

|           |           |                            |
| Lulka 26’ | Marcatori | 13’, 87’ Solz 38’ Trimhold |

| Arbitro: | Handwerker |

|                                         |           |                              |
| Meyer 7’ Soya 22’ Klöckner 72’ Thun 90’ | Marcatori | 12’ Pohlschmidt 73’ Bockisch |

| Arbitro: | Sparing |

|                                               |           |                         |
| Pohlschmidt 6’, 75’ Lulka 40’ Eder 70’ (aut.) | Marcatori | 24’ Faeder 27’ Steinert |

### Coppa di Germania
| Arbitro: | Horstmann |

|                 |           |                               |
| Pohlschmidt 68’ | Marcatori | 44’ Thimm 59’ Zaczyk 83’ Kahn |

## Statistiche

### Statistiche di squadra
| Competizione      | Punti | In casa | In casa | In casa | In casa | In casa | In casa | In trasferta | In trasferta | In trasferta | In trasferta | In trasferta | In trasferta | Totale | Totale | Totale | Totale | Totale | Totale | DR  |
| Competizione      | Punti | G       | V       | N       | P       | Gf      | Gs      | G            | V            | N            | P            | Gf           | Gs           | G      | V      | N      | P      | Gf     | Gs     | DR  |
| ----------------- | ----- | ------- | ------- | ------- | ------- | ------- | ------- | ------------ | ------------ | ------------ | ------------ | ------------ | ------------ | ------ | ------ | ------ | ------ | ------ | ------ | --- |
| Bundesliga        | 23    | 15      | 5       | 4       | 6       | 21      | 23      | 15           | 2            | 5            | 8            | 13           | 29           | 30     | 7      | 9      | 14     | 34     | 52     | -18 |
| Coppa di Germania | -     | 1       | 0       | 0       | 1       | 1       | 3       | 0            | 0            | 0            | 0            | 0            | 0            | 1      | 0      | 0      | 1      | 1      | 3      | -2  |
| Totale            | 23    | 16      | 5       | 4       | 7       | 22      | 26      | 15           | 2            | 5            | 8            | 13           | 29           | 31     | 7      | 9      | 15     | 35     | 55     | -20 |

### Andamento in campionato
| Giornata  | 1 | 2  | 3 | 4 | 5 | 6 | 7  | 8  | 9  | 10 | 11 | 12 | 13 | 14 | 15 | 16 | 17 | 18 | 19 | 20 | 21 | 22 | 23 | 24 | 25 | 26 | 27 | 28 | 29 | 30 |
| --------- | - | -- | - | - | - | - | -- | -- | -- | -- | -- | -- | -- | -- | -- | -- | -- | -- | -- | -- | -- | -- | -- | -- | -- | -- | -- | -- | -- | -- |
| Luogo     | C | T  | C | T | C | T | C  | T  | C  | T  | T  | C  | T  | C  | T  | T  | C  | T  | C  | T  | C  | T  | C  | T  | C  | C  | T  | C  | T  | C  |
| Risultato | N | P  | V | N | V | N | P  | P  | N  | P  | N  | N  | P  | P  | P  | P  | P  | N  | P  | V  | V  | N  | P  | P  | N  | V  | V  | P  | P  | V  |
| Posizione | 5 | 12 | 7 | 7 | 5 | 7 | 10 | 10 | 10 | 12 | 12 | 12 | 13 | 13 | 15 | 15 | 15 | 15 | 15 | 15 | 14 | 13 | 15 | 15 | 15 | 15 | 14 | 15 | 15 | 15 |

Legenda:

Luogo: C = Casa; T = Trasferta. Risultato: V = Vittoria; N = Pareggio; P = Sconfitta.

### Statistiche dei giocatori
| Giocatore      | Bundesliga | Bundesliga | Bundesliga  | Bundesliga | Coppa di Germania | Coppa di Germania | Coppa di Germania | Coppa di Germania | Totale   | Totale | Totale      | Totale     |
| Giocatore      | Presenze   | Reti       | Ammonizioni | Espulsioni | Presenze          | Reti              | Ammonizioni       | Espulsioni        | Presenze | Reti   | Ammonizioni | Espulsioni |
| -------------- | ---------- | ---------- | ----------- | ---------- | ----------------- | ----------------- | ----------------- | ----------------- | -------- | ------ | ----------- | ---------- |
| W. Bensmann    | 4          | 0          | 0           | 0          | 0                 | 0                 | 0                 | 0                 | 4        | 0      | 0           | 0          |
| K. Bente       | 21         | 0          | 0           | 0          | 1                 | 0                 | 0                 | 0                 | 22       | 0      | 0           | 0          |
| K. Bockisch    | 30         | 3          | 0           | 0          | 1                 | 0                 | 0                 | 0                 | 31       | 3      | 0           | 0          |
| D. Drewes      | 30         | 0          | 0           | 0          | 0                 | 0                 | 0                 | 0                 | 30       | 0      | 0           | 0          |
| F. Dörr        | 7          | 1          | 0           | 0          | 1                 | 0                 | 0                 | 0                 | 8        | 1      | 0           | 0          |
| H. Eiteljörge  | 26         | 0          | 0           | 0          | 0                 | 0                 | 0                 | 0                 | 26       | 0      | 0           | 0          |
| D. Feller      | 4          | 0          | 0           | 0          | 1                 | 0                 | 0                 | 0                 | 5        | 0      | 0           | 0          |
| W. Geerken     | 0          | 0          | 0           | 0          | 0                 | 0                 | 0                 | 0                 | 0        | 0      | 0           | 0          |
| H. Kania       | 16         | 0          | 0           | 0          | 1                 | 0                 | 0                 | 0                 | 17       | 0      | 0           | 0          |
| K. Kiß         | 24         | 3          | 0           | 0          | 1                 | 0                 | 0                 | 0                 | 25       | 3      | 0           | 0          |
| H. Lulka       | 28         | 9          | 0           | 0          | 0                 | 0                 | 0                 | 0                 | 28       | 9      | 0           | 0          |
| W. Lungwitz    | 29         | 2          | 0           | 0          | 0                 | 0                 | 0                 | 0                 | 29       | 2      | 0           | 0          |
| H. Menzel      | 16         | 0          | 0           | 0          | 1                 | 0                 | 0                 | 0                 | 17       | 0      | 0           | 0          |
| B. Pohlschmidt | 1          | 0          | 0           | 0          | 0                 | 0                 | 0                 | 0                 | 1        | 0      | 0           | 0          |
| M. Pohlschmidt | 25         | 6          | 0           | 0          | 1                 | 1                 | 0                 | 0                 | 26       | 7      | 0           | 0          |
| H. Prott       | 0          | 0          | 0           | 0          | 0                 | 0                 | 0                 | 0                 | 0        | 0      | 0           | 0          |
| M. Rummel      | 27         | 8          | 0           | 0          | 0                 | 0                 | 0                 | 0                 | 27       | 8      | 0           | 0          |
| R. Schulz      | 0          | 0          | 0           | 0          | 1                 | 0                 | 0                 | 0                 | 1        | 0      | 0           | 0          |
| H. Tybussek    | 14         | 1          | 0           | 0          | 1                 | 0                 | 0                 | 0                 | 15       | 1      | 0           | 0          |
| H. Voß         | 28         | 0          | 0           | 0          | 1                 | 0                 | 0                 | 0                 | 29       | 0      | 0           | 0          |